# (35324) Orlandi
(35324) Orlandi est un astéroïde de la ceinture principale.

## Description
(35324) Orlandi est un astéroïde de la ceinture principale. Il fut découvert le 7 mars 1997 à Bologne par l'observatoire San Vittore. Il présente une orbite caractérisée par un demi-grand axe de 3,14 UA, une excentricité de 0,25 et une inclinaison de 21,4° par rapport à l'écliptique.

## Compléments